# 德里坎登門
德里坎登門，簡稱Delhi Cantt，與德里、新德里同為德里國家首都特區的三個成員城市之一，位於德里大都會的西南方。根據2001年人口調查結果，德里坎登門人口有124,452人。坎登門（Cantonment）於英文即軍營之意，因此德里坎登門即「德里大營」，是於英屬印度時代所規劃的城市。印度陸軍司令部和部份重要軍事設施、國防指揮中心等機關和軍事院校即設立於此。其他軍事科技研究機構和醫療機構亦設址於德里坎登門。德里坎登門車站即位於此城市，搭乘列車可由此前往印度各地。

## 人文

德里坎登門位於德里大都會的西南（South-West）

根據2001年人口調查結果，德里坎登門的男性人口比例佔61%，女性為39%；識字率為77%，高於全國平均的59.5%。其中男性識字率為83%，女性為68%；12%的人口年齡低於6歲。

## 交通
德里坎登門位於大都會之西的西南德里，此城的四個主要交通網使旅客可方便往來於鄰近的市轄區。德里的機場－英迪拉·甘地國際機場與德里坎登門距離5公里，位於西德里。所有要前往西印度的拉賈斯坦邦、古吉拉特邦的旅客皆可於德里坎登門車站搭乘列車。